# جون اكيند
جون اكيند (بالإنجليزية: John Akinde)‏ (8 يوليو 1989 في المملكة المتحدة - ) هو لاعب كرة قدم بريطاني في مركز الهجوم. لعب مع إبسفليت يونايتد ونادي بارنت ونادي بريستول سيتي ونادي برينتفورد ونادي بورتسموث ونادي مارغيت وAlfreton Town F.C. ‏ ونادي كرولي تاون ونادي بريستول روفيرز وداغنهام وريدبريدج وويكمب وندررز.

## وصلات خارجية
- جون اكيند على موقع قاعدة بيانات كرة القدم.إي يو (الإنجليزية)
- جون اكيند على موقع Soccerbase.com (لاعب) (الإنجليزية)